# Anuar Aoulad Abdelkrim
Anuar Aoulad Abdelkrim (Utrecht, 26 februari 1978), bekend onder zijn artiestennaam Anuar Comedian, is een Nederlands cabaretier.

## Biografie
Anuar groeide op in de Utrechtse wijk Overvecht. De stand-upcomedian won in 2004 het Rotterdamse cabaretfestival Cameretten. Anuars eerste theatershow vond plaats in 2006.
In het theaterseizoen 2006-2007 speelde hij zijn eerste avondvullende show, Ik ben....
Anuar trad met regelmaat op als comedian in de televisieprogramma's Comedy Factory, Raymann is Laat, Comedy Casino (Canvas, België) en als presentator voor het programma Planet Holland van de NPS. Voor Comedy Factory en Raymann is Laat is hij tevens medetekstschrijver. Tevens treedt Anuar regelmatig op in het Comedy Café aan het IJ-dock te Amsterdam.
In 2012 vertolkte hij een rol in de sinterklaasfilm Sint & Diego: De Magische Bron van Myra. In 2015 verscheen zijn eerste roman, Op zoek naar mijn voorhuid.

## Cabaretprogramma's
- 2006-2007: Ik ben...
- 2008-2009: Ongeremd
- 2013: Gedreven
- 2015: Vastberaden
- 2016: Integer
- 2019: Ramadan Conference